# Chance (film)
Pour l’article homonyme, voir Chances (film, 1931).
Pour plus de détails, voir Fiche technique et Distribution.
Chance est un film américain réalisé par Amber Benson, sorti en 2002.

## Synopsis
Chance, une jeune femme qui partage un appartement avec son meilleur ami Simon, ne s'engage plus émotionnellement avec les hommes depuis une expérience douloureuse. Elle doit aussi gérer des problèmes ayant trait à Desiree et Malcolm, ses parents divorcés. 

## Fiche technique
- Réalisation : Amber Benson
- Scénario : Amber Benson
- Photographie : Patrice Lucien Cochet
- Montage : Joshua Charson
- Musique : Aaron Fruchtman
- Société de production : Benson Entertainment Inc.
- Pays d'origine :  États-Unis
- Langue originale : anglais
- Format : couleur - 1,33:1 - Dolby Digital
- Genre : comédie dramatique
- Durée : 75 minutes
- Dates de sortie : 
  -  États-Unis : 22 septembre 2002

## Distribution
- Amber Benson : Chance
- James Marsters : Simon
- Christine Estabrook : Desiree
- Tressa DiFiglia : Sara
- Andy Hallett : Jack
- Rayder Woods : Rory
- Jeff Ricketts : Malcolm
- Lara Boyd Rhodes : Heidi
- Nate Barlow : Milton
- David Fury : le livreur de pizzas

## Accueil
Le film a été projeté dans plusieurs festivals mais n'a pas été distribué commercialement.
Il a obtenu des critiques positives sur le site Rotten Tomatoes.